# Le Crime parfait
Pour plus de détails, voir Fiche technique et Distribution.
Le Crime parfait (A Perfect Crime) est un film américain réalisé par Allan Dwan, sorti en 1921.

## Synopsis
A Perfect crime Wally Griggs, un timide employé de banque, raconte des histoires d'aventures qui intéressent le président de la banque, M. Halliday, et fascinent la belle Mary, qui a été escroquée par Thaine, à présent procureur. Lorsque Wally décide de cacher des obligations, il est arrêté par Thaine, mais il attaque ce dernier pour emprisonnement abusif, et réussit à regagner l'argent de Mary. Il rend alors les fonds à la banque, en prétextant l'aphasie, et décide de devenir un écrivain pour de bon.

## Fiche technique
- Titre original : A Perfect Crime
- Titre : Le Crime parfait
- Réalisation : Allan Dwan
- Scénario : Allan Dwan d'après la nouvelle A Perfect Crime de Carl Clausen
- Photographie : H. Lyman Broening
- Production : Allan Dwan
- Production exécutive : Mack Sennett
- Société de production : Allan Dwan Productions
- Société de distribution : Associated Producers Inc.
- Pays de production :  États-Unis
- Langue : anglais
- Format : Noir et blanc - 35 mm - 1,37:1 - Muet
- Genre : Drame
- Date de sortie :
  - États-Unis : 5 mars 1921

## Distribution
- Monte Blue : Wally Griggs
- Jacqueline Logan : Mary Oliver
- Stanton Heck : Bill Thaine
- Hardee Kirkland : Président Halliday
- Carole Lombard (sous le nom de Jane Peters) : La sœur de Griggs